# Сандей (аэропорт)
Аэропорт Сандей (англ. Sanday Airport) — аэропорт на острове Сандей в архипелаге Оркнейских островов в Шотландии.
У аэропорта есть обычная лицензия CAA номер P541, что позволяет осуществлять учебные рейсы и обычную пассажироперевозку. Лицензия позволяет совершать ночные полёты. Аэропорту присвоен код ИКАО EGES.

## Направления
Рейсы компании Loganair:
- Керкуолл, 11 рейсов в неделю, лето 2012.
- Стронсей, 6 рейсов в неделю, лето 2012.

## Происшествия
1 июня 1984 года самолёт Britten-Norman BN-2A-26 Islander компании Loganair с номером G-BDVW при плохих погодных условиях потерпел аварию при заходе на посадку в районе аэропорта Сандей. Никто из пассажиров и членов экипажа не пострадал.